# 정보통신기술

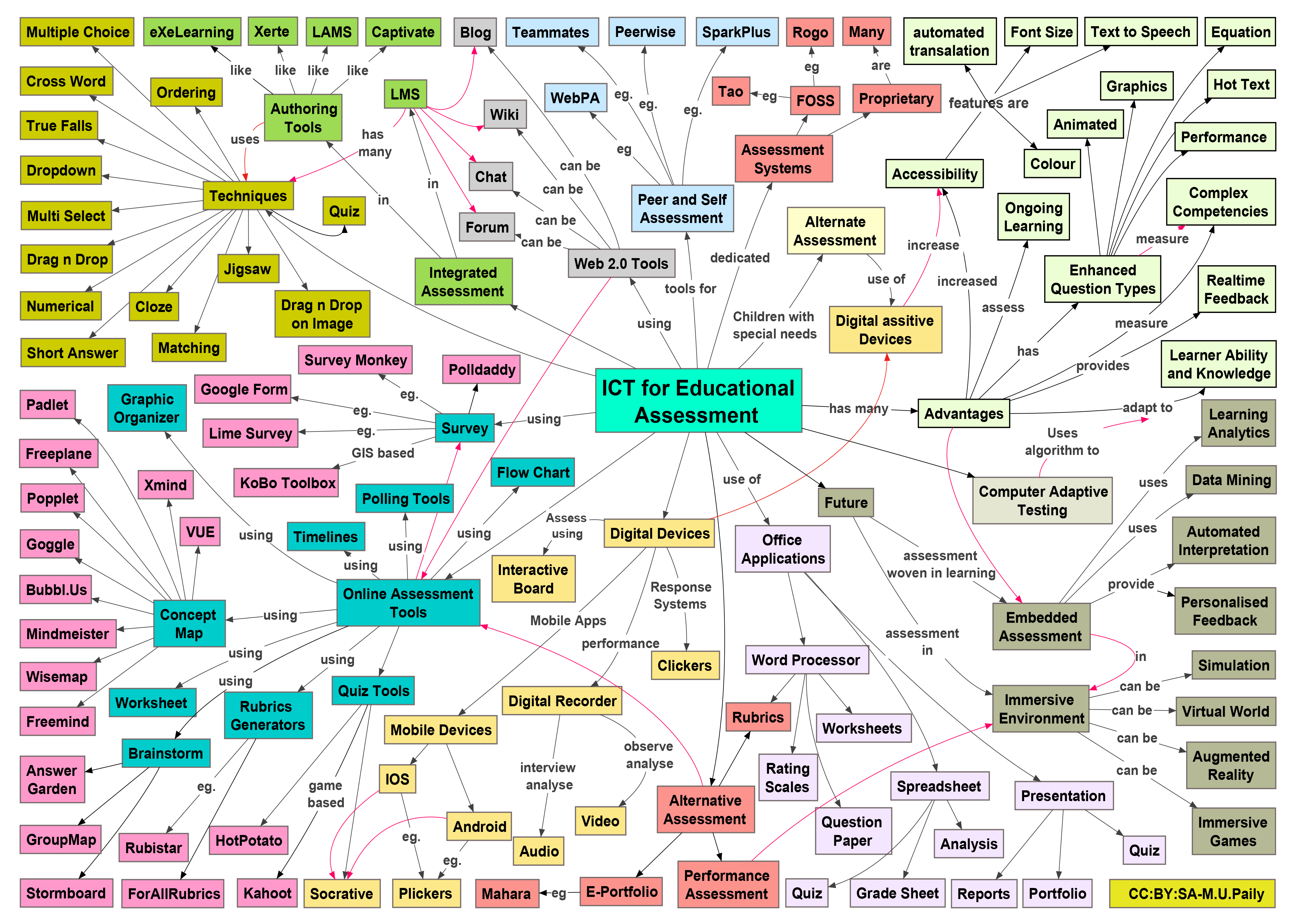
국제ICT연맹(IFGICT)에 의한 교육평가에 있어서 정보통신기술(정보)의 활용에 관한 개념도

정보 통신 기술(情報通信技術, ICT, Information and Communications Technology)은 정보기술(IT)의 확장형 동의어로 자주 사용되지만, 통합 커뮤니케이션의 역할과 원거리 통신(전화선 및 무선 신호), 컴퓨터, 더 나아가 정보에 접근하여 그것을 저장하고 전송하고 조작할 수 있게 하는 필수적인 전사적 소프트웨어, 미들웨어, 스토리지, 오디오 비주얼 시스템을 강조하는 용어이다.
시·공간의 장벽을 무너뜨리고, 언제 어디서나 통신을 이용해 커뮤니케이션을 가능하게 하는 정보통신기술의 특징은 다음과 같은 공통점을 가지고 있다.
첫째, 이동을 하면서도 작업할 수 있고, 기동성에서 생겨나는 비시간성의 시간을 만든다.
둘째, 원하는 정보를 빠른 시간 안에 장소적 제약 없이 얻을 수가 있다.
셋째, 사회적 관계 형성을 위한 동호회나 단체를 만들거나 참여할 수가 있는 접속의 문화를 창출할 수 있다.
넷째, 물리적 공간인 현실계를 무너뜨리고, 그 범위를 확장시키는 가상계를 활용해 새로운 소통방식을 창조한다.
따라서 미디어에 의한 디지털 방식에서는 일방향의 역할을 하는 송신자는 사라지고, 쌍방향의 의사소통과 상호작용을 일으킨다. 개인에서 다수의 참여자들이 사회적 관계망을 구축하며 새로운 문화를 형성할 수 있는 ‘잠재력을 가진 기술’이라고 말할 수 있다.
ICT라는 문구는 1980년대 이후로 학술 연구가들이 사용해 오고 있었으나 1997년 데니스 스티븐슨이 영국 정부의 보고서, 2000년에는 잉글랜드, 웨일스, 북아일랜드의 개정된 내셔널 커리큘럼에 이 용어를 사용하면서 유명해졌다.
또, ICT라는 용어는 하나의 케이블 연결이나 링크 시스템을 통하여 오디오 수준과 전화망을 컴퓨터 네트워크와 결합하는 의미로 가리키기도 한다. 오디오 비주얼과 더불어 케이블과 신호 분배 및 관리의 단일 통합 시스템을 이용한 컴퓨터 네트워크 시스템과의 건물 관리 및 전화망을 병합하는 커다란 경제적 인센티브가 있다.

## OECD의 ICT 분야
다음은 2015년 총 부가 가치에서 ICT 부문의 비중별 OECD 국가 목록이다.
| 순위 | 국가       | ICT 부문 % | 상대 크기 |
| ---- | ---------- | ---------- | --------- |
| 1    | 대한민국   | 10.35      | 10.35     |
| 2    | 스웨덴     | 7.30       | 7.3       |
| 3    | 핀란드     | 6.90       | 6.9       |
| 4    | 미국       | 6.04       | 6.04      |
| 5    | 에스토니아 | 6.00       | 6         |
| 6    | 일본       | 5.96       | 5.96      |
| 7    | 체코       | 5.88       | 5.88      |
| 8    | 헝가리     | 5.80       | 5.8       |
| -    | OECD 평균  | 5.41       | 5.41      |
| 9    | 아일랜드   | 5.36       | 5.36      |
| 10   | 영국       | 5.36       | 5.36      |
| 11   | 독일       | 5.04       | 5.04      |
| 12   | 룩셈부르크 | 4.89       | 4.89      |
| 13   | 네덜란드   | 4.66       | 4.66      |
| 14   | 프랑스     | 4.63       | 4.63      |
| 15   | 스위스     | 4.49       | 4.49      |
| 16   | 슬로바키아 | 4.46       | 4.46      |
| 17   | 슬로베니아 | 4.29       | 4.29      |
| 18   | 덴마크     | 4.24       | 4.24      |
| 19   | 라트비아   | 4.18       | 4.18      |
| 20   | 캐나다     | 4.04       | 4.04      |
| 21   | 아이슬란드 | 3.96       | 3.96      |
| 22   | 오스트리아 | 3.92       | 3.92      |
| 23   | 스페인     | 3.85       | 3.85      |
| 24   | 벨기에     | 3.64       | 3.64      |
| 25   | 이탈리아   | 3.57       | 3.57      |
| 26   | 노르웨이   | 3.55       | 3.55      |
| 27   | 폴란드     | 3.55       | 3.55      |
| 28   | 포르투갈   | 3.18       | 3.18      |
| 29   | 그리스     | 3.10       | 3.1       |
| 30   | 멕시코     | 2.75       | 2.75      |
| 31   | 튀르키예   | 2.69       | 2.69      |

.

## 한국의 정보통신기술 규제
과학기술정보통신부는 2020년 5월 13일 ‘제9차 신기술·서비스 심의위원회’를 열고 규제 샌드박스 과제 8건을 심의, 총 7건의 임시허가‧실증특례 지정과 1건 지정과제에 대한 지정조건을 변경했다고 발표했다.
이날 회의 결과 개정 여객자동차법 시행 전 취약계층 고용 운송(코액터스), 교통약자 특화 모빌리티(파파모빌리티), 탑승 전 선결제 택시(스타릭스) 등 모빌리티 플랫폼 서비스에 실증특례가 적용됐다, 또한 배달 로봇이 서울 상암지역 택배를 배송하고(언맨드솔루션), 순찰 로봇이 시흥 배곧생명공원 순찰(만도)할 수 있게 됐다. 실증특례 지정과제 지정조건 변경을 승인 받은 코나투스의 경우 ‘반반택시’의 동승 지역을 확대한다.

## 같이 보기
- 정보화 시대
- 모바일 웹

## 참조
1. ↑  “Cloud network architecture and ICT - Unified communication(UC) technologies, integration of telecommunications, computers, middleware and the data systems that support, store and transmit UC communications between systems.”. 2017년 9월 20일에 원본 문서에서 보존된 문서. 2012년 12월 25일에 확인함.
2. ↑  “보관된 사본”. 2013년 9월 17일에 원본 문서에서 보존된 문서. 2012년 12월 25일에 확인함.
3. ↑  최병두, 「정보통신기술 발달이 사회공간에 미치는 영향」, 한국지역지리학회지, 2006, pp. 246-249
4. ↑  William Melody et al., Information and Communication Technologies: Social Sciences Research and Training: A Report by the ESRC Programme on Information and Communication Technologies, ISBN 0-86226-179-1, 1986. Roger Silverstone et al., "Listening to a long conversation: an ethnographic approach to the study of information and communication technologies in the home", Cultural Studies, 5(2), pages 204-227, 1991.
5. ↑  The Independent ICT in Schools Commission, Information and Communications Technology in UK Schools: An Independent Inquiry, 1997. Impact noted in Jim Kelly, What the Web is Doing for Schools 보관됨 2011-07-11 - 웨이백 머신, Financial Times, 2000.
6. ↑  OECD (2017). 《OECD Digital Economy Outlook 2017》 (PDF). Paris: OECD Publishing. 117쪽. doi:10.1787/888933584716. ISBN 978-92-64-27626-0. 2020년 6월 8일에 원본 문서 (PDF)에서 보존된 문서. 2019년 10월 5일에 확인함.
7. ↑  “"말하지 않아도 택시타고 가요"…ICT 규제샌드박스 8건 모두 '통과'”. 2020년 5월 13일에 확인함.

## 추가 문헌
- Caperna A., Integrating ICT into Sustainable Local Policies. ISBN13:9781615209293
- Carnoy, Martin. "ICT in Education: Possibilities and Challenges." Universitat Oberta de Catalunya, 2005.
- "Good Practice in Information and Communication Technology for Education." Asian Development Bank, 2009.
- Grossman, G. and E. Helpman (2005), "Outsourcing in a global economy", Review of Economic Studies 72: 135-159.
- Oliver, Ron. "The Role of ICT in Higher Education for the 21st Century: ICT as a Change Agent for Education." University, Perth, Western Australia, 2002.
- Walter Ong, Orality and Literacy: The Technologizing of the Word (London, UK: Routledge, 1988), in particular Chapter 4
- 《Measuring the Information Society: The ICT Development Index》 (PDF). International Telecommunication Union. 2009. 108쪽. ISBN 92-61-12831-9. 2009년 3월 5일에 원본 문서 (PDF)에서 보존된 문서. 2012년 12월 25일에 확인함.